# Zarqa (província)

Governorado de Zarqa

Governorado de Zarqa é a terceira maior governadoria na Jordânia por população. A capital é a cidade de Zarqa, que é a maior cidade da província. Ele está localizado a 25 km a leste da capital do país, Amã. A segunda maior cidade na governadoria é Russeifa. Zarqa  hospeda as maiores bases militares das Forças Armadas da Jordânia.
O censo de 2004 mostrou que a população de Zarqa foi de 727.268 habitantes, dos quais 94,5% é considerada população urbana e 5,5% de uma população rural.